# Liste der Kulturgüter in Davos
Die Liste der Kulturgüter in Davos enthält alle Objekte in der Gemeinde Davos im Kanton Graubünden, die gemäss der Haager Konvention zum Schutz von Kulturgut bei bewaffneten Konflikten, dem Bundesgesetz vom 20. Juni 2014 über den Schutz der Kulturgüter bei bewaffneten Konflikten sowie der Verordnung vom 29. Oktober 2014 über den Schutz der Kulturgüter bei bewaffneten Konflikten unter Schutz stehen.
Objekte der Kategorien A und B sind vollständig in der Liste enthalten, Objekte der Kategorie C fehlen zurzeit (Stand: 1. Januar 2023).

## Kulturgüter
| Foto |                                                                                                   | Objekt                                                                                     | Kat. | Typ | Standort                                          | Beschreibung |
| ---- | ------------------------------------------------------------------------------------------------- | ------------------------------------------------------------------------------------------ | ---- | --- | ------------------------------------------------- | ------------ |
| ja   | Datei hochladen · Wikidata zu Zürcher Höhenklinik (Q29479701)                                     | Zürcher Höhenklinik KGS-Nr.: 02967                                                         | A    | G   | Klinikstrasse 6 781500 / 182480                   |              |
| ja   | Datei hochladen · Wikidata zu Grosses Jenatschhaus (ehemaliges Pfrundhaus) (Q29479698)            | Grosses Jenatschhaus (ehemaliges Pfrundhaus) KGS-Nr.: 02968                                | A    | G   | Davos Dorf, Museumstrasse 1 783507 / 186923       |              |
| ja   | Datei hochladen · Wikidata zu Ehemaliges Grand Hotel Belvédère (Q29479696)                        | Ehemaliges Grand Hotel Belvédère (heute Steigenberger Grandhotel Belvédère) KGS-Nr.: 02969 | A    | G   | Davos Platz, Promenade 89 782286 / 186052         |              |
| BW   | Datei hochladen · Wikidata zu Kirchner Museum Davos (Q1743358)                                    | Kirchner Museum KGS-Nr.: 08482                                                             | A    | S   | Davos Platz, Promenade 82 782280 / 185995         |              |
| ja   | Datei hochladen · Wikidata zu Berghotel Schatzalp (ehemaliges Sanatorium) (Q29479693)             | Berghotel Schatzalp (ehemaliges Sanatorium) KGS-Nr.: 09049                                 | A    | G   | Bobbahnstrasse 23 781313 / 186092                 |              |
| ja   | Datei hochladen · Wikidata zu Waldfriedhof Davos (Q1379712)                                       | Waldfriedhof KGS-Nr.: 10458                                                                | A    | G   | Davos Frauenkirch, Wildboden 780869 / 182752      |              |
| ja   | Datei hochladen · Wikidata zu Davos-Dorf, Hotel Seehof (ehem. Haus Schlegel/Sprecher) (Q29784669) | Hotel Seehof (ehemaliges Haus Schlegel/Sprecher) KGS-Nr.: 02972                            | B    | G   | Davos Dorf, Promenade 159 783193 / 187008         |              |
| ja   | Datei hochladen · Wikidata zu St. Theodul (Q1414846)                                              | Reformierte Kirche St. Theodul KGS-Nr.: 02973                                              | B    | G   | Davos Dorf, Dorfstrasse 2 783240 / 187009         |              |
| ja   | Datei hochladen · Wikidata zu Davos-Platz, Rathaus (Q29784679)                                    | Rathaus KGS-Nr.: 02974                                                                     | B    | G   | Davos Platz, Berglistutz 1 781932 / 185228        |              |
| ja   | Datei hochladen · Wikidata zu Reformierte Kirche Davos Frauenkirch (Q1477939)                     | Reformierte Kirche KGS-Nr.: 02975                                                          | B    | G   | Davos Frauenkirch, Chilchweg 4 780245 / 182444    |              |
| ja   | Datei hochladen · Wikidata zu Davos-Frauenkirch, Schulhaus von R. Gabarel (Q29784673)             | Schulhaus KGS-Nr.: 02976                                                                   | B    | G   | Davos Frauenkirch, Schulhausweg 5 780145 / 182470 |              |
| BW   | Datei hochladen · Wikidata zu Davos-Platz, Alte Post (Q29784676)                                  | Alte Post KGS-Nr.: 02978                                                                   | B    | G   | Davos Platz, Promenade 43 781830 / 185239         |              |
| BW   | Datei hochladen · Wikidata zu Bergbaumuseum Graubünden / Schaubergwerk Silberberg (Q27480006)     | Bergbaumuseum KGS-Nr.: 02980                                                               | B    | G   | Davos Monstein, Schmelzboden 3 777370 / 176179    |              |
| ja   | Datei hochladen · Wikidata zu Reformierte Kirche Davos Wiesen (Q1470690)                          | Reformierte Kirche KGS-Nr.: 03420                                                          | B    | G   | Davos Wiesen, Hauptstrasse 774020 / 175020        |              |
| ja   | Datei hochladen · Wikidata zu Wiesener Viadukt (Q355556)                                          | Wiesener Viadukt der Rhätischen Bahn KGS-Nr.: 03421                                        | B    | G   | Davos Wiesen 773940 / 174000                      |              |
| ja   | Datei hochladen · Wikidata zu Bahnhof Davos Platz (Q5242114)                                      | Aufnahmegebäude RhB KGS-Nr.: 10041                                                         | B    | G   | Davos Platz, Talstrasse 4 781867 / 185047         |              |
| ja   | Datei hochladen · Wikidata zu St. Johann (Davos) (Q1357889)                                       | Evangelische Kirche St. Johann KGS-Nr.: 10042                                              | B    | G   | Davos Platz, Berglistutz 1a 781962 / 185218       |              |
| ja   | Datei hochladen · Wikidata zu Alte Kirche Monstein (Q435721)                                      | Alte Evangelische Kirche KGS-Nr.: 10735                                                    | B    | G   | Davos Monstein, Hauptstrasse 778310 / 176069      |              |
| ja   | Datei hochladen · Wikidata zu Reformierte Kirche Davos Sertig (Q2136867)                          | Reformierte Kirche Sertig KGS-Nr.: 10736                                                   | B    | G   | Sertig, Sertigerstrasse 24a 784140 / 177736       |              |
| ja   | Datei hochladen · Wikidata zu Englische Kirche (Davos Platz) (Q29784668)                          | Englische Kirche KGS-Nr.: 12440                                                            | B    | G   | Davos Platz, Scalettastrasse 1.1 782427 / 186154  |              |
| ja   | Datei hochladen · Wikidata zu Pauluskirche (Q2064306)                                             | Evangelische Pauluskirche KGS-Nr.: 12441                                                   | B    | G   | Davos Platz, Bahnhofstrasse 9 781720 / 184945     |              |
| ja   | Datei hochladen · Wikidata zu Reformierte Kirche Davos Monstein (Q2136865)                        | Neue evangelische Kirche St. Peter KGS-Nr.: 12442                                          | B    | G   | Davos Monstein, Kirchenstrasse 8 778142 / 176336  |              |
| ja   | Datei hochladen · Wikidata zu Reformierte Kirche Davos Glaris (Q2136861)                          | Evangelische Kirche Glaris KGS-Nr.: 12443                                                  | B    | G   | Davos Glaris, Ortolfistrasse 4 778646 / 179301    |              |
| ja   | Datei hochladen · Wikidata zu Schweizerhaus, Dokumentationsbibliothek (Q27480013)                 | Schweizerhaus (Dokumentationsbibliothek) KGS-Nr.: 13004                                    | B    | S   | Davos Platz, Promenade 88 782471 / 186117         |              |